# هندسه دیجیتال
هندسهٔ دیجیتال با مجموعه‌های گسسته (عموماً مجموعه‌های نقاط گسسته) سر و کار دارد که مدل‌ها یا تصاویر دیجیتال اشیای دو بعدی و سه بعدی فضای اقلیدسی در نظر گرفته می‌شوند.
با ارقام نشان دادن جایگزینی یک شئ با یک مجموعه گسسته از نقاطش است. تصاویری که روی صفحهٔ تلویزیون یا در روزنامه‌ها می‌بینیم در حقیقت تصاویر دیجیتال هستند.
کاربردهای اصلی هندسه دیجیتال در زمینه‌های گرافیک کامپیوتر و آنالیز تصاویر است.

## زمینه‌های اصلی
- ایجاد نمایش رقمی اشیا با تأکید بر دقت و کارایی (با استفاده از ترکیب مثلاً الگوریتم خط برسنهام یا دیسک‌های دیجیتال یا به صورت رقم درآوردن و پردازش متوالی تصاویر دیجیتال).
- مطالعهٔ خواص مجموعه‌های دیجیتال برای مثال قضیه پیک، تحدب دیجیتال، صافی دیجیتال و مسطح بودن دیجیتال
- تغییر نمایش رقمی اشیا به (آ) اشیا ی ساده شده همچون اسکلت ها (از طریق پاک کردن مکرر نقاط ساده طوری‌که توپولوژی دیجیتال تصویر تغییر نکند)، (ب) اشکال تغییر یافته با استفاده از شکل‌شناسی ریاضیاتی
- بازسازی اشیای واقعی یا خواص آن‌ها (ناحیه، طول، حجم، سطح و…) از روی تصاویر دیجیتال.

هندسه دیجیتال ارتباط زیادی با هندسه گسسته دارد و می‌توان آن را بخشی از هندسه گسسته در نظر گرفت.

## چرا هندسه دیجیتال؟
نقاط، خط‌های مستقیم و صفحه‌ها بیشتر از دو هزار سال به خوبی به خوبی مطالعه شده‌اند و خم‌های خاص مانند بیضی‌ها و هذلولی‌ها موضوع کنجکاوی انسان‌ها برای مدت طولانی بوده‌است. در مطالعهٔ این خم‌ها به این حقیقت که می‌توان آن‌ها را روی کاغذ رسم کرد توجه فراوان می‌شود، ولی با ظهور کامپیوترها روش جدیدی برای رسم شکل‌ها پیدا شده‌است. روی صفحهٔ کامپیوتر تصاویری را می‌بینیم که از عناصر کوچک تصویر پیکسل‌ها تشکیل شده‌اند. چشم این عناصر را کنار هم می‌گذارد تا اشیای هندسی را تشکیل دهد؛ بنابراین یک خط راست چیزی نیست که اقلیدس در نظر داشت، بلکه مجموعه‌ای متناهی از نقاط روی صفحه‌است که چشم آن‌ها را یک خط پیوسته می‌بیند. آیا هندسه‌ای برای این تصاویر روی صفحه تلویزیون وجود دارد؟ جواب مثبت است. ما نباید خودمان را با این که این تصاویر تقریب‌هایی نسبتاً درست از خط‌های صاف یا خم‌های ایده‌آل هستند متقاعد کنیم. می‌توانیم هندسه‌ای را برای این مجموعه‌های متناهی از نقاط با همان دقتی که اقلیدس در هندسهٔ خود داشت، بنا کنیم. هندسهٔ دیجیتال نامی است که بر آن نهاده‌اند.
این رشته در مقایسه با هندسهٔ اقلیدس جوان است: مفهوم یک خط راست در سال ۱۹۷۴ به وسیلهٔ ایزریل رزن فلد تعریف شد. در صفحه‌های دیجیتال در مورد خم‌ها نیز می‌توانیم صحبت کنیم در حقیقت هر مفهومی در هندسهٔ اقلیدسی را که در نظر بگیریم می‌توانیم با هندسهٔ دیجیتال بازگویی کنیم و ببینیم که آیا نتیجهٔ مشخصی در هندسهٔ اقلیدسی با تفسیر دیجیتال آن درست خواهد بود یا خیر. قضیه خم جردن یک مثال آموزنده در این باره‌است. صفحه ممکن است به مثلث‌ها، مستطیل‌ها یا شش ضلعی‌ها تقسیم شود که رایج‌ترین انواع شبکه بندی صفحه هستند. مرکزهای پیکسل‌ها طرح شش ضلعی، مستطیل یا مثلثی تشکیل می‌دهند. در همهٔ این موارد می‌توانیم از یک جفت مختصات صحیح استفاده کنیم تا محل پیکسل را نشان دهیم. این کار در مورد شبکه بندی مستطیلی واضح و آسان است، در مورد دو حالت دیگر سودمند است ولی باید مواظب اندازه‌گیری‌ها بود؛ بنابراین معمولاً از Z2 به عنوان مجموعهٔ مرجع پیکسل‌ها یاد می‌کنیم.